# Parafia Zmartwychwstania Pańskiego i św. Tomasza Apostoła w Zamościu
Parafia Zmartwychwstania Pańskiego i Świętego Tomasza Apostoła w Zamościu – parafia należąca do dekanatu Zamość diecezji zamojsko-lubaczowskiej. Została utworzona 5 lipca 1600. Kościół parafialny (katedra) został wybudowany w latach 1587-1598, konsekrowany w 1637. Mieści się przy ulicy Kolegiackiej na Starym Mieście.